# Вэсон в Чуксон-ни, Киджан
Чуксонни-вэсон в Киджане (кор. 기장 죽성리 왜성; Киджан Чуксонни вэсон), прежнее название до 1997 года — Чуксоннисон в Киджане (кор. 기장 죽성리성 Киджан Чуксоннисон) — вэсон (замок в японском архитектурном стиле, построенный японской армией), построенный под руководством генерала Курода Нагамаси во время Имджинской войны. Расположена в деревне Чуксонни уездного города Киджан уезда Киджан города-метрополиса Пусан, Республика Корея.

## История
Эта крепость была построена из камней, оставшихся от корейской крепости Тумопхосон японским генералом Курода Нагамасой, оккупировавшим регион Киджан в июне 1593 года, на втором году Имджинской войны. Возведена на побережье позади деревни Чуксонни, в стратегическом пункте, связывающем крепостями Сосэнпхосон и Хаксон в Ульсане, а также  Часондэ в Пусане. 